# Нове Мартьяново
Нове Мартья́ново (рос. Новое Мартьяново) — присілок в Зав'яловському районі Удмуртії, Росія.
Розташоване на невеликій річці Мартьяновка, лівій притоці Позимі. На північній околиці присілка розташований Іжевський аеропорт.

## Населення
Населення — 34 особи (2010; 31 в 2002).
Національний склад станом на 2002 рік:
- росіяни — 84 %

## Історія
При утворенні Вотської АО, Нове Мартьяново увійшло до складу Зав'яловської волості Іжевського повіту. В 1925 році присілок стає центром новоутвореної Новомартьяновської сільради. В 1929 році волость ліквідовується і сільрада передається в Іжевський район, а в 1936 році — в новоутворений Зав'яловський. В 1950 році присілок переходить до складу Зав'яловської сільради, але Новомартьяновська сільрада залишилась і була ліквідована в 1954 році, коли була об'єднана з Ільїнською в Казмаську.

## Урбаноніми[4]
- вулиці — Берегова, Дачна, Джерельна, Ставкова, Центральна